# Cesta (gmina Krško)
Cesta – wieś w Słowenii, w gminie Krško. W 2018 roku liczyła 60 mieszkańców.